# Инокарпус съедобный
Инокарпус съедобный (лат. Inocarpus fagifer), или Таитянский орех, или Полинезийский орех — вид растений из рода Инокарпус (Inocarpus) семейства Бобовые (Fabaceae), произрастающий на островах Тихого океана. Культивируется также в странах Юго-Восточной Азии и тропических областях Америки.

## Ботаническое описание
Вечнозелёное дерево высотой обычно до 20 метров, с густой кроной. Листья простые, цельнокрайные, ланцетовидной формы, длиной до 16 см, тёмно-зелёного цвета. Цветки белые или желтоватые, собраны в короткие кисти.
Плоды — крупные односемянные бобы почковидной формы длиной от 4 до 13 см и шириной 3—12 см, с волокнисто-деревянистой кожурой. Внутри них находится овальное или яйцевидное семя с коричневатой кожистой оболочкой. Оно имеет ореховый, слегка горьковатый, вкус, в сыром виде токсично, но съедобно после тепловой обработки.
У этого растения отмечено большое разнообразие форм, различающихся размерами самого дерева, листьев, цветом и формой плодов. Имеются разновидности с растрескивающимися и нерастрескивающимися при созревании бобами. У большинства растений спелые бобы обычно становятся желтовато-коричневыми или желтовато-красными, но у некоторых остаются зелёными и в спелом состоянии.

## Применение
Инокарпус съедобный — важная сельскохозяйственная культура в Меланезии, Микронезии и Полинезии. Из его семян готовят различные блюда: их варят, поджаривают, запекают, делают из измельчённых семян кашу и т. п. Древесина применяется для изготовления мебели, каноэ и различных других изделий. Опавшие сухие ветки — хорошее топливо для костров. Листья применяют как упаковочный материал, заворачивая в них пищевые продукты и разные предметы.
Практически все части растения используются в местной народной медицине.
Плоды инокарпуса являются пищей для различных видов птиц, в частности, попугаев, а плоды, опавшие в воду с растущих на берегу деревьев, поедают некоторые пресноводные рыбы, крабы и креветки.